# Roberto Abraham Mafud
Roberto Abraham Mafud (Mérida, Yucatán, México, 28 de febrero de 1959) es un empresario, promotor cultural y compositor mexicano de ascendencia libanesa.

## Biografía
Roberto Abraham Mafud es compositor, empresario y místico mexicano que estudió piano con Don José Rubio Milán y Flora Inés Rubio en Mérida, y en el Conservatorio de Viena con el profesor Salvador Neira, así como con Trini Sánchez y María Regina Seidhofer. Tiene estudios profesionales en Salzburgo y en la escuela Berklee College of Music de Boston. Asistió a Master clases de piano en el Conservatorio Mozarteum de Salzburgo, Austria, con Carlo Zecchi de Roma, y Tatiana Nikolaeva de Moscú.
Por su labor cultural, ha sido recipiendario del Premio Cedros y el Premio Ave Fénix en el año 2015, de la Medalla Eligio Ancona en el año 2019, y de la Cruz de Honor de la Legión de Honor Nacional de México en el año 2022.
Es hijo del matrimonio conformado por Flora Mafud Jorge y Asís Abraham Dáguer, natural de Aaba el Cura, Líbano. Son sus hermanos Carlos, Sergio, Raúl (cónsul honorario de Grecia en Yucatán), Ricardo, Javier y Flora Ileana, ya fallecida.
Es Contador Público egresado de la Universidad Autónoma de Yucatán en 1985, se ha desempeñado como directivo, administrador y accionista de empresas como Procon, Televisora de la Península, Inmobiliaria Riviera Maya Promotores y San Francisco de Asís.
Fue cónsul honorario de Líbano en Yucatán de 2005 a 2015, año en el cual renunció al cargo.
En su faceta artística, Abraham Mafud cursó estudios profesionales de piano y composición en los conservatorios de Viena, Salzburgo y la escuela Berklee College of Music de Boston, ofreciendo conciertos tanto en Europa como en su tierra natal. También fue Presidente de la Cámara Nacional de la Industria de la Radio y Televisión (CIRT) delegación Yucatán de 2003 a 2005 y del Patronato del Instituto de Cultura de Yucatán (ICY) de 2008 a 2012.
En abril de 2015, el Teatro Imperial del Palacio de Schönbrunn, en Viena fue sede de la presentación de varias composiciones suyas.
Como compositor, es autor de más de 60 obras y piezas musicales, que se han interpretado y extendido a ciudades de todo el mundo, como en el Palacio de Schönbrunn en Viena, Austria, donde se realizó la presentación de diversas composiciones suyas, en Premier Mundial; en diversas ciudades y recintos de Italia, como el Salone D’onore di Palazzo Mantica, así como en Bolzano y en Isquia; el Museo Archeologico Nazionale Cividale, el Teatro Comunale Di Monfalcone, el Palazzo di Francia, el Palazzo Ca’ Sugana en Treviso, Sala de conciertos del Conservatorio “Benedetto Marcello” de Venezia, Palazzo de Grazia en Gorizia, Teatro Palamostre en Udine, Forte di Civezzano en Trento, Chiesa Parrocchiale di Sant’Andrea Apostolo en Udine; en la Universidad de Música de Bucarest, en Rumania; Abadía de Valmagne, en Francia; en el Ceramic Palace Hall, en Seúl, Corea del Sur; en el Teatro Comunal D’andorra la vella, en Andorra; en la Asociación Caribeña de Cuba, en La Habana, Cuba; en la University of California, Estados Unidos; en el Grand Hospice, en Bruselas, Bélgica; y en otros países europeos, como Suiza y Bosnia, así como en distintas ciudades de México.
Sus discos Opus II, 20 Invenciones para Piano, Obras para guitarra y flauta, y el sencillo Himno a Miguel Arcángel, se pueden encontrar en Spotify.
Como gestor cultural, es presidente de Cultura Yucatán A.C.; del Patronato del Festival de Música de Morelia; de la Academia Nacional de Cultura y las Artes de la Legión de Honor Nacional de México; del Consejo Consultivo de Centro Nacional de la Música Mexicana; y del Consejo de Arte y Cultura de la Universidad Anáhuac. Es Patrono de la Universidad Autónoma de Yucatán “Cultura para todo” A.C.; miembro del Patronato de la Orquesta Sinfónica de Yucatán; y miembro de la Junta de Gobierno de la Universidad de las Artes de Yucatán. Es vicepresidente de la Alianza Francesa de Mérida y de la Fundación Centro Cultural La Cúpula.
En 2010, fundó Cultura Yucatán A.C. y Nueva Conciencia para Yucatán A.C., asociaciones que preside en la actualidad. La primera fue impulsora de la construcción del Gran Museo del Mundo Maya de Mérida; y del Palacio de la Música - Centro Nacional de la Música Mexicana (2018).
En septiembre del 2017, fue nombrado presidente del Consejo de Arte y Cultura de la Universidad Anáhuac - Mayab.
El 5 de julio del 2018 fue nombrado presidente del Consejo Consultivo del Palacio de la Música, del cual ha sido promotor desde su origen y uno de sus principales gestores. El Palacio de la Música fue inaugurado el 25 de junio de 2018 por el presidente de la República, evento que contó con el mensaje de Roberto Abraham.

## Reconocimientos
En septiembre de 2012, la Secretaría de la Cultura y las Artes del Estado de Yucatán le entregó un reconocimiento por su labor en el patronato cultural.
El 23 de mayo de 2014 fue incorporado a la Legión de Honor Nacional de México junto con Renán Solís Sánchez, abogado general de la UADY, en ceremonia celebrada en el Antiguo Palacio Nacional de Medicina de la Ciudad de México.
Ese mismo año, la Comisión de Derechos Humanos del Estado de Yucatán (Codhey) lo distinguió con el Premio al Mérito Humano.
En diciembre de 2015, el Club Libanés de Mérida reconoció su ejemplo de trabajo, esfuerzo y respeto al origen y a la integración familiar, así como sus aportaciones a la comunidad libanesa y yucateca con el Premio Cedros 2015.
Ese mismo año, fue recipiendario del premio Ave Fénix por la Embajada del Líbano en México, por su gran desempeño como Cónsul Honorario del Líbano en Mérida, con circunscripción en los estados de Yucatán, Campeche y Quintana Roo.
En diciembre del 2016, recibió el reconocimiento del Cuerpo Consular acreditado en Yucatán como Cónsul Honorario de la República Libanesa de noviembre de 2005 a marzo de 2016.
Años después, en septiembre del 2019, el Gobierno del Estado de Yucatán y la Universidad Autónoma de Yucatán, le entregaron la Medalla “Eligio Ancona 2019”, por su trayectoria como benefactor, gestor, artista y promotor cultural.
El 20 de febrero del 2020, el Museo de la Canción Yucateca incluyó un Óleo suyo en la colección permanente del museo, mismo que fue develado a través de un Concierto de Homenaje.
En el año 2022, es nombrado Presidente del Patronato del Festival de Música de Morelia.
En agosto del 2023, es nombrado Presidente de la Academia Nacional de Cultura y las Artes de la Legión de Honor Nacional de México.

## Actividades y Gestiones Culturales
- Presidente del Patronato del Instituto de Cultura de Yucatán, A.C. (2008 -2012)
- Presidente del Patronato del Fondo Estatal para la Cultura y las Artes, del Estado de Yucatán (2012)
- Presidente y Fundador de la Asociación Cultura Yucatán A.C. (2010 a la fecha)
- Vicepresidente de la Asociación Cultura por la Paz A.C. (2012 a la fecha)
- Creador del proyecto inicial del Nuevo Museo Maya de Mérida, entregado para su desarrollo en 2009 al Patronato “Cultur” de Yucatán. Este se ha convertido en el máximo exponente de infraestructura cultural en la historia de Yucatán.
- Primer yucateco miembro de la Legión de Honor Nacional de México (mayo de 2014).
- Miembro del Patronato de la Universidad Autónoma de Yucatán “Cultura Para Todos” A.C. (2015 a la fecha)
- Miembro del Patronato de la Orquesta Sinfónica de Yucatán. (2015 a la fecha)
- Presidente Fundador del Consejo de Arte y Cultura de la Universidad Anáhuac, Mayab. (2018 a la fecha)
- Presidente Fundador de la Asociación Civil “Comunidad Libanesa en Yucatán” A.C. (2017 a la fecha)
- Presidente Fundador del Consejo Consultivo del Palacio de la Música. (2018 a la fecha)
- Patrono del Festival de Música de Morelia. (2018 a 2022).
- Miembro de la Junta de Gobierno de la Universidad de las Artes de Yucatán. (2019 a la fecha).
- Presidente del Patronato del Festival de Música de Morelia. (2022 a la fecha).
- Presidente de la Fundación Roberto Abraham A.C. (2023 a la fecha).
- Presidente de la Academia Nacional de Cultura y las Artes de la Legión de Honor Nacional de México. (2023 a la fecha).
- Vicepresidente de la Fundación Centro Cultural La Cúpula.
- Vicepresidente de la Alianza Francesa de Mérida.

## Formación Artística
- Estudios de piano con el Concertista José Rubio Milán y la Maestra Flora Inés Rubio González en Mérida.
- Estudios de piano con la Concertista Trinidad Sanchis Picó en Viena, Austria (1978-1979).
- Estudios de armonía con el maestro Juan Carlos Hernández en los altos del Palacio de Schönbrunn en Viena, Austria en (1878 y 1979).
- Estudios de Piano en el Conservatorio de Viena, Austria con el Maestro Salvador Neira (1979 y 1984).
- Estudios de música en la “Berklee College Of Music” de Boston, Massachusetts. (1980).
- Estudios de piano con el Maestro italiano: Emmanuel Zambelli en Boston, Massachusetts (1980-1981).
- Estudios de Maestría de Piano en la Sommerakademie “ Mozarteum” de Salzburgo, Austria en cursos internacionales de verano en 1981 con el Prof. Italiano Carlo ZECHI y en 1982 con la profesora rusa Tatiana Nikolajeva.
- Estudios de Piano en Viena, Austria con la Concertista brasileña austriaca: Regina Seidlhofer (1985).